# Tiểu tuyết
Tiểu tuyết (tiếng Hán: 小雪; bính âm: ‘‘xiǎoxuě’’) là một trong 24 tiết khí của các lịch Trung Quốc, Việt Nam, Nhật Bản, Triều Tiên. Nó thường bắt đầu vào khoảng ngày 22 hay 23 tháng 11 dương lịch (Bắc bán cầu), hoặc 21 hay 22 tháng 5 (Nam bán cầu), khi Mặt Trời ở xích kinh 240° (kinh độ Mặt Trời bằng 240°). Đây là một khái niệm trong công tác lập lịch của các nước Đông Á chịu ảnh hưởng của nền văn hóa Trung Quốc cổ đại. Ý nghĩa của tiết khí này, đối với vùng Trung Hoa cổ đại, là Tuyết xuất hiện.
Theo quy ước, tiết tiểu tuyết là khoảng thời gian bắt đầu từ khoảng ngày 22 hay 23 tháng 11 khi kết thúc tiết lập đông và kết thúc vào khoảng ngày 7 hay 8 tháng 12 trong lịch Gregory theo các múi giờ Đông Á khi tiết đại tuyết bắt đầu.
Lịch Trung Quốc, cũng như lịch ở các nước Đông Á cổ đại bao gồm Việt Nam, bị nhiều người lầm là âm lịch thuần túy, dẫn đến ngộ nhận về việc tiết khí nói chung và Tiểu tuyết nói riêng được tính theo chu kỳ của Mặt Trăng quay xung quanh Trái Đất. Trên thực tế lịch Trung Quốc cổ đại là một loại âm dương lịch, trong đó tiết khí, từ thời Hán Vũ Đế, đã được tính theo vị trí của Trái Đất trong chu kỳ chuyển động trên quỹ đạo xung quanh Mặt Trời. Theo cách tính hiện đại, với điểm xuân phân là gốc có kinh độ Mặt Trời bằng 0°, thì điểm diễn ra hay bắt đầu tiết Tiểu tuyết ứng với kinh độ Mặt Trời bằng 240°. Ngày bắt đầu tiết Tiểu tuyết do vậy được tính theo cách tính của dương lịch hiện đại và nó thông thường rơi vào ngày 22 hay 23 tháng 11 dương lịch tùy theo từng năm. Tiết khí đứng ngay trước Tiểu tuyết là Lập đông và tiết khí kế tiếp sau là Đại tuyết.